# Exochus genualis
Exochus genualis är en stekelart som beskrevs av Henry Keith Townes, Jr. 1959. Exochus genualis ingår i släktet Exochus och familjen brokparasitsteklar. Inga underarter finns listade i Catalogue of Life.